# Солохта (деревня)
Солохта — деревня в Кадуйском районе Вологодской области.
Входит в состав Никольского сельского поселения, с точки зрения административно-территориального деления — в Никольский сельсовет.
Расположена при впадении реки Солохта в Андогу. Расстояние по автодороге до районного центра Кадуя — 26 км, до центра муниципального образования села Никольское — 2 км. Ближайшие населённые пункты — Ковалево, Митенская, Новое.
По переписи 2002 года население — 10 человек.